# Central térmica Escatrón Peaker
La central térmica de Escatrón Peaker es una central termoeléctrica de ciclo combinado situada en el término municipal de Escatrón (Zaragoza), España. Su combustible es el gas natural. Cuenta con una potencia instalada de 275 MW. Construida originalmente por la empresa Global 3 Combi S.L.U.

## Historia
La central se inauguró en diciembre de 2007.

## Propiedad
La central térmica de Escatrón está participada por:
- Ignis Energía 100 %

Que la compró a Global 3 Combi S.L.U en diciembre de 2017 siendo esta la propietaria desde el inicio de su funcionamiento en 2007.